# 長照寺 (大田区)
長照寺（ちょうしょうじ）は、東京都大田区にある日蓮宗の寺院。

## 概要
安土桃山時代、日惺によって開山された。本尊は一塔両尊であるが、開運妙見大菩薩も安置している。これは元々豊臣秀吉の守り本尊だったもので、故あって家臣の増田長盛に与えられた。その後、長盛の子孫が羽田に土着し、当寺に奉納されたものである。
当時は、現在よりももっと多摩川寄りで、大師橋の付近に位置していた。しかし1878年（明治11年）の洪水で押し流されてしまったため、現在地に移転した。

## 交通アクセス
- 大鳥居駅より徒歩12分（経路案内）。